# رابی فراک
رابی فراک (انگلیسی: Robbie Ftorek؛ زادهٔ ۲ ژانویهٔ ۱۹۵۲) بازیکن هاکی روی یخ اهل ایالات متحده آمریکا است.
وی همچنین برندهٔ جوایزی همچون جام استنلی شده‌است.
از باشگاه‌هایی که در آن بازی کرده‌است می‌توان به نیویورک رنجرز اشاره کرد.